# RAE Ram
RAE Ram (англ. ram — таран) — радиоуправляемая «летающая бомба» с поршневым двигателем, разработанная ВВС Великобритании в 1930-х годах для поражения летящих в плотном построении скоростных бомбардировщиков. Предполагалось, что бомба будет наводиться с сопровождающего самолёта на построение бомбардировщиков. Проект не был реализован.

## История
В начале 1930-х, увеличение скорости и усиление оборонительного вооружения бомбардировщиков привело к тому, что прежние истребители — с лёгким вооружением из 2-3 пулемётов винтовочного калибра — уже не могли эффективно использоваться для обороны воздушного пространства. Высокая скорость новых бомбардировщиков приводила к тому, что истребители были вынуждены атаковать их в основном с хвоста, где, из-за медленного сближения на догонном курсе, они становились лёгкой мишенью для оборонительного вооружения бомбардировщиков. Атаки же с иных направлений были неэффективны из-за слабого вооружения истребителей. Требовалось долго вести огонь из лёгких пулемётов по противнику, чтобы обеспечить достаточное число попаданий в бомбардировщик.
Авиационные пушки и батареи крупнокалиберных пулемётов в начале 1930-х были ещё недостаточно надёжны, и их перспективы в качестве основного вооружения истребителей всё ещё вызывали сомнение у военных теоретиков. В рамках поиска альтернативных решений проблемы (на тот случай, если разработки авиационных пушек не увенчаются успехом), Royal Aircraft Establishment предложила концепцию самолёта-снаряда, основанного на дизайне предшествующей RAE Larynx, но предназначенного для поражения самолётов.

## Конструкция
Согласно описанию проекта, «Ram» представляла собой небольшой сигарообразный моноплан, оснащённый 12-цилиндровым V-образным двигателем Rolls-Royce Kestrel мощностью в 700 л. с. Снаряд оснащался гироскопическим автопилотом и системой радиокомандного управления. В качестве боеголовки использовался 227-кг осколочный заряд, приводимый в действие по радио.
Для наведения «Ram» использовались два самолёта управления. Первый из них — «пастух» — брал на себя управление бомбой сразу же после её старта с аэродрома. «Пастух» летел вслед за ракетой, держа её в поле зрения пилота, и контролировал её полёт по высоте и по азимуту.
Второй самолёт — «фланкёр» — занимал позицию сбоку от бомбы и отслеживал дистанцию между Ram и «пастухом». При приближении к построению неприятельских бомбардировщиков, «пастух» заходил им в хвост и направлял бомбу в центр строя. Летящий сбоку от построения, «фланкёр» определял момент, когда бомба оказывалась внутри строя бомбардировщиков, и посылал по радио сигнал на детонацию. Радиус поражения осколками по расчётам составлял порядка 200 метров, что позволяло надеяться на выведение из строя нескольких бомбардировщиков одним подрывом. Предполагалось, что таким образом появится возможность поражать бомбардировщики, оставаясь за пределами эффективного действия их оборонительных точек.

## Разработка проекта
Проект был представлен к рассмотрению в ноябре 1935 года. RAE предлагала построить четыре пилотируемых макета для отработки системы управления, и оснастить их радиокомандной системой, ранее применяемой для LARYNX. Также рассматривалась возможность использования системы управления, ранее уже отработанной на беспилотном летательном аппарате-мишени Queen Bee.
В итоге, RAF всё же приняли решение отказаться от проекта. Среди главных причин назывались: невозможность ночного применения (которое в то время предполагалось основным для бомбардировщиков), возможность для вражеских бомбардировщиков разомкнуть построение, чтобы пропустить ракету, и высокая стоимость мощных поршневых двигателей. Кроме того, по оценкам теоретиков RAF, скорость бомбардировщиков к 1940-м годам должна была возрасти до 500—600 километров в час, что явно превосходило возможности системы управления. Хотя эти прогнозы были слишком оптимистичны, тем не менее, недостатки проекта были очевидны и развития Ram не получил.

### Противорадиолокационная Ram
В 1936 году, после успешных испытаний первой британской РЛС «Chain Home», британские военные, оценив потенциал радаров, начали работу и над средствами противодействия радиолокаторам противника. Хотя в то время Великобритания лидировала в развитии радиолокаторов, англичане хорошо понимали, что появление радаров у потенциальных противников — лишь вопрос времени. Требовалось начать работу над контрмерами.
Среди прочих предложений была и модификация «Ram». RAE предложило оснастить бомбу проволочными антеннами и системой самонаведения, позволяющей ей наводиться на излучение радара противника. Согласно проекту, самолёт управления выводил бомбу в район цели, после чего бомба захватывала излучение радара и автоматически шла на него. Проект также не получил развития.